# Claude Vivier
Claude Vivier (Montreal, 14 de abril de 1948-París, 7 de marzo de 1983) fue un compositor canadiense. Comenzó sus primeros estudios de música a los 19 años y luego ingresó en el Conservatorio de Música de Montreal. De 1967 a 1970, estudió composición con Gilles Tremblay. Gracias a una beca del Consejo de las Artes de Canadá, se fue a estudiar composición electroacústica a los Países Bajos (Utrecht) y a Alemania bajo la tutela de Stockhausen de 1970 a 1974. También se inició en la música de los conjuntos de gamelan durante una estancia en la isla de Bali en Indonesia. Dejó unas cuarenta obras, la mayoría de ellas grabadas.

## Biografía
Nacido de padres desconocidos, Claude Vivier fue adoptado a los dos años y medio por una humilde familia franco-canadiense. A los trece años, ingresó en los Hermanos Maristas, una orden religiosa que prepara a los jóvenes para una vocación sacerdotal, donde paulatinamente las inclinaciones religiosas del joven Vivier fueron remplazadas por un amor hacia la poesía moderna y hacia la música. Fue expulsado a los dieciséis años por su «comportamiento inmaduro» ya que desde muy joven Vivier vivió abiertamente su homosexualidad. A los dieciocho años se matriculó en el Conservatorio de Música de Montreal (1967-70), donde estudio composición con el compositor Gilles Tremblay y piano con Irving Heller. Sus primeras composiciones son de esa época y algunas fueron estrenadas en público, como el Quatuor à cordes en deux mouvements (1968), Ojikawa, para soprano, clarinete y percusión (1968), o Prolifération, para ondas Martenot, piano y percusión (1969), una obra de estilo post-serial con la que comenzó a atraer la atención del público y la crítica. 

### Estudios en Europa
En 1971, al obtener una beca para ampliar sus estudios del «Conseil des Arts» de Canadá (CAC), comenzó un periodo de tres años de estancia en Europa. Primero estuvo en Holanda, donde estudió composición y electroacústica en el «Instituto de Sonología» de Utrecht» con Gottfried-Michael Koenig; luego se fue a Colonia para estudiar electroacústica con Hans Ulrich Humpert y, durante dos años, composición con Karlheinz Stockhausen; y finalmente, a París, para estudiar dirección de orquesta con Paul Méfano, que nacido en Irak, estaba considerado el «outsider» de la escuela post-serial francesa). Vivier aprendió mucho de Stockhausen —cuantificación de parámetros, estructuras permutativas, modulaciones de anillos— aunque sus obras muestran pocos parecidos sonoros. En esa época comenzaron ya a destacar los rasgos de su personalidad musical: la predilección por la monodia y por la voz (sola o en coro); la importancia que concedía a los textos y que era un reflejo de sus preocupaciones espirituales y psicológicas (la búsqueda de su madre, la homosexualidad); el gusto por una escritura cada vez más despojada, gusto que le alejó progresivamente de las corrientes de la música contemporánea, haciendo su voz cada vez más personal y reconocible. 
De esos años de estudio europeos son las composiciones Musik für das Ende, para 20 voces (1971) —donde se manifiesta ya su interés por la música vocal y su obsesión por la muerte—, Deva et Asura (1971-72) y Désintégration (1972), una obra para dos pianos que fue estrenada en París en una versión para cuerdas por el Ensemble 2e2m. En esta versión, al final, cuando la textura adelgaza, Vivier pide a cada uno de los pianistas «conectar un pequeño magnetófono en el que estaría grabada un trozo de la música que más les gustase tocar» («brancher un petit magnétophone dans lequel serait enregistré un morceau de musique qu'il aime tour particulièrement jouer»). Este acto de excentricidad pura, que disminuye el rigor acumulado de los 20 minutos precedentes, es de hecho muy característico del proceder de Vivier.
Con esta obra finalizó una primera etapa, que el propio compositor consideraba su periodo conceptual, en el que fue dominando las reglas de su oficio. Chants (1973), para siete voces de mujer, un encargo del Ministerio de Cultura francés, es la primera obra que él consideró testimonio de su evolución musical. Sus obras ya comenzaban a interpretarse en París, Colonia y Darmstadt.

### Los años en Montreal
En 1974 regresó a Montreal y comenzó poco a poco a hacerse un nombre. Vivier fue uno de los miembros fundadores, con Lorraine Vaillancourt, John Rea y José Evangelista, de los «Événements du Neuf» (Acontemientos de lo Nuevo), una sociedad de conciertos que tenía como fin promover la música contemporánea en Montreal. Una temprana obra suya, Lettura di Dante, se interpretó con cierto éxito en los conciertos de la «Société de musique contemporaine du Québec» (SMCQ) y gracias a ello, la misma SMCQ le encargó su siguiente obra, Liebesgedichte (1976), para cuatro voces solistas y cuarteto de maderas, una obra que confirmó su talento. En el otoño de 1976 emprendió un largo viaje por Oriente, principalmente por Japón y por la isla de Bali, donde estuvo una larga temporada. La música que escuchó le causó una fuerte impresión que se manifestó de forma muy evidente en tres composiciones del año 1977, Pulau Dewata, Paramirabo y Shiraz, una obra para piano de un gran virtuosismo. (En obras posteriores la influencia ya habrá sido interiorizada y permanecerá a un nivel más profundo). Este viaje cristalizará en una concepción de la música como parte esencial de la vida cotidiana, en que la dimensión espiritual es una preocupación fundamental del acto creador, enfoque que ya había avanzado en un artículo de 1973 («L'acte musical», Musiques du Kébek, Editions du Jour). 
Ese mismo año 1977, el más fecundo de su corta vida, tuvo dos encargos importantes, el de la compañía de danza de Otawa «Le Groupe de la Place Royale» —que estrenó su obra Love Songs (1977) y cuya buena acogida, le supuso un nuevo encargo de la compañía al año siguiente, Nanti Malam— y el del «Festival Singers» de Toronto, que estrenó Journal, una obra de más de cincuenta minutos donde volvió a tratar sus temas favoritos: la infancia, la muerte, la inmortalidad.
Muy comprometido con su arte, Vivier fue uno de los pocos compositores canadienses que pudieron vivir exclusivamente de su música. Sus actividades académicas se limitaron a un curso de improvisación y lenguaje musical en el «CEGEP Montmorency de Montréal» y después, en 1975-76, a dirigir el «Ensemble de musique nouvelle» de la Universidad de Otawa. A partir de esta época, casi todas sus composiciones fueron encargos de importantes instituciones (como las ya citadas SMCQ (Liebesgedichte), Festival Singers (Journal), Ministerio de Cultura francés (Chants) o las ONJ (Siddhartha), los Concursos de música de Canadá (piezas para diversos instrumentos), los NMC (Zipangu), la facultad de música de la Universidad de Montreal (Kopernikus), la Orquesta de Cámara de Radio-Canadá (SRC) de Vancouver (Lonely Child), Radio-Canadá (SRC) (dos obras, Wo bist du Licht! para el Prix Italia de 1982 y Prologue pour un Marco Polo, para el Prix Paul-Gilson) y la Orquesta Sinfónica de Montreal (Orion).
A partir de 1979, Vivier escribió fundamentalmente para grandes formaciones. Ese año abordó uno de sus sueños y comenzó a componer su primera ópera, para la que escribió él mismo el libreto, Kopernikus, estrenada el 8 de mayo de 1980 por el «Atelier du Jeu scénique de la Faculté de musique de l'Université de Montréal», en el «Théâtre du Monument National» en Montreal. En 1980, la Orquesta Sinfónica de Montreal estrenó con gran éxito la obra que le había encargado, Orion.
Por esa época comenzó a componer de una manera muy diferente, influido por la corriente espectralista francesa, y, muy especialmente, por Gérard Grisey y Tristan Murail. Las primeras obras con esta nueva orientación fueron Lonely Child, para soprano y orquesta (1980) —una de sus obras más bellas y emocionantes y que ha llegado a ser su obra más conocida— y Zipangu, para orquesta de cuerdas. 
Lonely Child y otras piezas posteriores, como Prologue pour un Marco Polo (1981) —donde incluyó un diálogo entre él mismo y el poeta Paul Chamberland— y Wo bist du Licht! (1982) [¿Dónde estás, Luz?], fueron pensadas para ser incluidas en una ópera inacabada, una ópera-río («opéra fleuve»), titulada Rêves d'un Marco Polo. Ese año 1981, Vivier fue nombrado «Compositor del año» por el «Conseil canadien de la musique».

### De vuelta a París
En junio de 1982, con la ayuda de nuevo de una beca del CAC, Vivier dejó Montreal y se fue a vivir a París, donde emprendió la composición de su segunda ópera, una obra basada en la muerte de Chaikovski que no llegó a finalizar. El 7 de marzo de 1983, a los 34 años, fue asesinado por un joven prostituto parisino, cuando acababa de finalizar Trois airs pour un opéra imaginaire, un encargó del ensemble L'Itinéraire, que se estrenó póstumamente en el Centro Georges-Pompidou dos semanas después. Su última obra, Glaubst du an die Unsterblichkeit der Seele [¿Crees en la inmortalidad del alma?], quedó inacabada y en ella hay pasajes que presagiaban, de forma inquietante, su prematura muerte. Esta obra finalmente fue estrenada en Montreal en la primavera de 1990.

## Sobre su música
El mundo musical lamentó su desaparición. Claude Vivier dejó apenas algo más de cuarenta obras, de un estilo muy personal, quizás el más relevante de la historia de la música canadiense. Como declaró el compositor Serge Garant, director artístico de la «Société de musique contemporaine du Québec»: 

Era posiblemente el compositor más dotado de su generación.
C'était peut-être le compositeur le plus doué de sa génération.
Serge Garant.

A propósito de la obra de Vivier, el crítico y musicólogo Harry Halbreich ha escrito:

Su música no se parece verdaderamente a ninguna otra, y se sitúa de hecho al margen de todas las corrientes. De una expresión directa y  conmovedora, su música no desorienta más que a los corazones secos, incapaces de clasificar a este marginal de genio. Claude Vivier había encontrado aquello que tantos otros buscababan y buscan: el secreto de una verdadera nueva simplicidad.
Sa musique ne ressemble vraiment à aucune autre, et se situe tout à fait en marge de tous les courants. D'une expression directe et bouleversante, sa musique ne désorientait que les coeurs secs, incapables de classer ce marginal de génie. Claude Vivier avait trouvé ce que tant d'autres cherchaient et cherchent: le secret d'une véritable nouvelle simplicité.
Harry Halbreich, Harmonie-Panorama Musique, avril 1983.

También Ligeti ha escrito:

Cuando escuche dos obras de Claude Vivier la primera vez, me entusiasmé y me dije: '¿Este hombre es un genio?'. Su música me ha llegado por su originalidad conmovedora. Vivier poseía una imaginación sonora fantástica. Tenía también un don genial para la gran forma. No era ni un neo, ni un rétro, pero al mismo tiempo, se situaba totalmente fuera de la vanguardia. Fue en la seducción de la sensualidad de los timbres complejos donde ha sido el mayor maestro.
Quand j'ai entendu deux des oeuvres de Claude Vivier pour la première fois, j'ai été enthousiasmé et je me suis dit: ?Cet homme est un génie?. Sa musique m'a touché par son originalité bouleversante. Vivier possédait une imagination sonore fantastique. Il avait aussi un don génial pour la grande forme. Il n'était ni un néo, ni un rétro, mais en même temps, il se situait totalement en dehors de l'avant-garde. C'est dans la séduction de la sensualité des timbres complexes qu'il a été le plus grand maître.
 György Ligeti

El sello RCI le dedicó un estuche de su colección «Anthologie de la musique canadienne», aparecido en CD en 1990 (4-ACM 36). Conserva su estatus de compositor agregado del «Centre de musique canadienne». En 1983 se fundó en Montreal la sociedad «Les Amis de Claude Vivier», cuyos objetivos son promover la publicación y la difusión de las obras y escritos del músico.
En el año 2006, la Orquesta Sinfónica de Montreal (OSM) creó el «Prix national Claude-Vivier», que se otorgará cada dos años a la mejor obra canadiense escrita por un compositor de menos de 40 años. Prueba de la importancia del premio es la composición del jurado, que en su primera edición estuvo compuesto por Kent Nagano (director artístico de la OSM), Gilbert Amy, presidente (Francia), Unsuk Chin (Corea), Péter Eötvös (Hungría) y Gilles Tremblay (Canadá).

## Catálogo de obras
| Año  | Obra | Tipo de obra               | Duración |
| 1968 | Ojikawa, para soprano, clarinete y percusión                                                                                                  | Música vocal (conjunto)    | 14:00    |
| 1968 | Quatuor No. 1 | Música de cámara           | 08:00    |
| 1968 | Musique pour une Liberté à Bâtir, para coro de mujeres y orquesta                                                                             | Música coral (orquesta)    |          |
| 1969 | Prolifération, para ondas Martenot, piano y percusión (Revisada en 1976)                                                                      | Música instrumental        | 17:00    |
| 1971 | Musik für das Ende, para twenty voces y percusión                                                                                             | Música vocal               | 45:00    |
| 1971 | Hiérophanie, para soprano y conjunto | Música vocal (conjunto)    | 40:00    |
| 1972 | Deva et Asura, para orquesta de cámara | Música de cámara           | 15:00    |
| 1972 | Désintégration, para dos pianos, cuatro violines y dos violas (en 1974 Vivier compuso otra versión)                                           | Música de cámara           | 30:00    |
| 1972 | [Without title], para cinta | Música para cinta          | 35:00    |
| 1972 | Variation I, para cinta | Música para cinta          | 10:00    |
| 1972 | Hommage, Musique pour un Vieux Corse Triste, para cinta                                                                                       | Música para cinta          | 28:00    |
| 1973 | Chants, para siete voces de mujer. | Música vocal               | 22:00.   |
| 1973 | O! Kosmos, para soprano y coro | Música coral (capella)     | 07:00    |
| 1974 | Jesus erbarme dich, para soprano y coro | Música coral (capella)     | 03:00    |
| 1974 | Lettura di Dante, para soprano y siete instrumentos                                                                                           | Música vocal (conjunto)    | 26:00    |
| 1975 | Hymnen an die nacht, para soprano y piano | Música vocal (piano)       | 05:00    |
| 1975 | Pièce pour flûte et piano | Música instrumental (dúo)  | 07:00    |
| 1975 | Pièce pour violon et clarinette | Música instrumental (dúo)  | 07:00.   |
| 1975 | Pièce pour violon et piano | Música instrumental (dúo)  | 09:00    |
| 1975 | Pièce pour violoncelle et piano | Música instrumental (dúo)  | 09:00    |
| 1975 | Pour guitare | Música solista (guitarra)  | 05:00    |
| 1975 | Liebesgedichte, para voces y conjunto | Música vocal (instrumento) | 28:00    |
| 1975 | Improvisation, para Fagot y piano | Música instrumental (dúo)  | 07:00    |
| 1976 | Piano-forte, para piano | Música solista (piano)     | 09:00    |
| 1976 | Prolifération, para ondes Martenot, piano y percusión                                                                                         | Música instrumental        | 15:00    |
| 1976 | Siddhartha, para orquesta | Música orquestal           | 25:00    |
| 1976 | Learning, para cuatro violines y percusión | Música instrumental        | 20:00    |
| 1976 | Woyzeck, para cinta | Música para cinta          | 20:00    |
| 1977 | Journal, para cuatro voces solistas, coro y percusión                                                                                         | Música vocal               | 50:00    |
| 1977 | Love Songs, para siete voces solistas | Música vocal               | 23:00    |
| 1977 | Pulau Dewata, para conjunto de teclados | Música de cámara           | 13:00    |
| 1977 | Shiraz, para piano | Música solista (piano)     | 14:00    |
| 1977 | Les Communiantess, para órgano | Música solista (órgano)    | 17:00    |
| 1977 | Nanti Malam. Ballet para 7 voces | Ballet                     | 55:00    |
| 1978 | Paramirabo, para cuatro instrumentos (flauta, violín, chelo y piano).                                                                         | Música instrumental        | 12:00.   |
| 1978 | Greeting Music, para flauta, oboe, percusión, piano y violín                                                                                  | Música instrumental        | 14:00    |
| 1978 | Green, para flauta, violín, chelo y piano | Música instrumental        | 16:00    |
| 1979 | Kopernikus: Rituel de la mort, opera en dos actos                                                                                             | Ópera                      | 65:00    |
| 1979 | Orion, para orquesta | Música orquestal           | 14:00    |
| 1980 | Aikea, para tres percusionistas | Música solista (percusión) | 15:00    |
| 1980 | Cinq chansons, para percusión solo | Música solista (percusión) | 15:00    |
| 1980 | Lonely Child, para soprano y orquesta | Música vocal (orquesta)    | 19:00    |
| 1980 | Zipangu, para orquesta de cuerdas | Música orquestal           | 12:00    |
| 1981 | Bouchara, para soprano y conjunto | Música vocal (instrumento) | 13:00    |
| 1981 | Et je reverrai cette ville étrange, para seis músicos                                                                                         | Música instrumental        | 16:00    |
| 1981 | Prologue pour un Marco Polo, para soprano, alto, tenor, barítono, bajo y conjunto                                                             | Música vocal (instrumento) | 21:00    |
| 1981 | Samarkand, para quinteto de viento y piano | Música instrumental        | 14:00    |
| 1981 | Wo bist du licht! para mezzo-soprano y conjunto                                                                                               | Música vocal (conjunto)    | 21:00    |
| 1981 | A Little Joke, para coro SATB | Música coral (capella)     | 01:00.   |
| 1982 | Trois airs pour un opéra imaginaire, para soprano y conjunto                                                                                  | Música vocal (instrumento) | 15:00    |
| 1983 | Glaubst du an die Unsterblichkeit der Seele [Crois-tu en l’immortalité de l’âme?], para coro, 3 sintetizadores y 2 percusionistas (inacabada) | Música coral               | 08:00    |

### Discografía
| Obra | Discografía                                   |
| Prologue pour un Marco Polo | Philips 454 231-2                             |
| Lonely Child | Philips 454 231-2                             |
| Zipangu | Philips 454 231-2                             |
| Bouchara | Philips 454 231-2                             |
| Shiraz | Pianovox PIA 529-2                            |
| Pianoforte | Pianovox PIA 529-2                            |
| Désintégration | Pianovox PIA 529-2                            |
| Kopernikus | Música Viva MVCD 1047                         |
| Jesus Erbarme Dich | Música Viva MVCD 1039                         |
| Siddhartha | Centredisques CD 3188                         |
| Orion | CBC Records SMCD 5106                         |
| Pour Violon et Clarinette | Centredisques LP 2085                         |
| Pulau Dewata (ondes Martenot) | Société Nouvelle d'Enregistrement SNE 574     |
| Pulau Dewata (Saxophone quartet) | Société Nouvelle d'Enregistrement SNE 515     |
| Pulau Dewata (orquestación by John Rea) | UMMUS (Université de Montréal) 104            |
| Et Je Reverrai Cette Ville Étrange | Sonic Arts Editions CD ART-002                |
| Les Communiantes | ADDA 581240                                   |
| Paramaribo | CordAria CACD 557                             |
| Siddhartha, Zipangu, Prolifération, Pièce pour Flûte et Piano, Pièce pour Violon et Piano, Pièce pour Violoncelle et Piano, Pulau Dewata (percussion), Paramirabo, Lettura di Dante, Hymnen an die Nacht, Lonely Child, Prologue pour un Marco Polo, Chants, Pianoforte, Shiraz, Cinq Chansons pour Percussion | Anthologie de la Musique Canadienne AMC 36 CD |